# بین‌باشار (اردهان)
بین‌باشار (به ترکی استانبولی: Binbaşar، به ارمنی: Մուրխան) یک منطقهٔ مسکونی در ترکیه است که در اردهان واقع شده‌است.